# Odontamblyopus lacepedii
Odontamblyopus lacepedii és una espècie de peix de la família dels gòbids i de l'ordre dels perciformes.

## Morfologia
- Els mascles poden assolir 30,3 cm de longitud total.
- Nombre de vèrtebres: 30-34.[1][2]

## Alimentació
Menja bivalves, crustacis, cefalòpodes i peixets.

## Hàbitat
És un peix de clima subtropical i bentopelàgic.

## Distribució geogràfica
Es troba al Japó, Corea, la Xina (incloent-hi Hong Kong) i Taiwan.

## Observacions
És inofensiu per als humans.